# Talis, le chevalier du temps
Talis, le chevalier du temps est une série télévisée d'animation française en 52 épisodes de 13 minutes, produite par Millimages et diffusée à partir de 2003 sur France 3 puis sur Télétoon.
Au québec, elle a été diffusée à partir de janvier 2007 à Super Écran.

## Synopsis
Destinée aux enfants âgés de huit à douze ans, cette série met en scène Talis, un jeune garçon, qui, pour devenir Chevalier de la Table Ronde, doit remplir mille tâches imposées par Merlin l'Enchanteur. 
Mais Talis franchit malencontreusement les « portes du temps » et se retrouve dans le futur, plus précisément au XXe siècle. Néanmoins, il parvient à accomplir chacune des tâches imposées par Merlin.

## Fiche technique
- Titre français : Talis, le chevalier du temps
- Titre allemand : Talis und die 1000 Aufgaben
- Série créée par : Alexandre Wieser
- Scénario : Jonathan Peel, Isabeau Merle
- Réalisation : Eric Gutierrez, Frédéric Mege, Charlie Sansonetti
- Musique : Franck Lebon, Gil Slavin
- Studio de production : Millimages
- Origine :  France,  Allemagne
- Date de première diffusion : 2003

## Distribution
- Éric Métayer
- Michel Vigné
- Danièle Hazan
- Naïke Fauveau
- Lucile Boulanger
- Patrice Dozier
- Pierre Tessier
- Cyril Artaux
- Claude Lombard
- Daniel Beretta

## Épisodes
1. Le Dragon, tu terrasseras
2. La Dame de Perceval, tu honoreras
3. Le Royaume, tu délivreras
4. Les Brigands, tu repousseras
5. Les Écrits du savoir, tu possèderas
6. Le Palais d'argent, tu défendras
7. La Charrette des exilés, tu ramèneras
8. La Disette, tu préviendras
9. Le Char, du cimetière tu sauveras
10. Le pot de la fortune, tu rapporteras
11. Le Sort, tu inverseras
12. L'Orphelin, tu secourras
13. La Jouvencelle, le chevalier embrassera
14. Des tortures, la jouvencelle tu délivreras
15. Les Chevaliers du feu, tu rejoindras
16. Le Grand Tournoi, tu remporteras
17. Pour son premier bal, la jouvencelle tu aideras
18. Ton hôte, dans le ciel tu conduiras
19. L'auberge, tu tiendras
20. L'Infortune, tu écarteras
21. Le Revenant, tu bouteras
22. Un cœur valeureux, tu révéleras
23. Du ciel, nos têtes tu protègeras
24. Le Chétif, tu épauleras
25. Le Labeur, tu retrouveras
26. Au gueux, assistance tu porteras
27. La famille, tu réuniras
28. Le blason, tu redoreras
29. Les faux oracles, tu dénonceras
30. La punition du menteur, tu lèveras
31. La Dame de cœur, tu retrouveras
32. Le fidèle destrier, tu protègeras
33. Le magicien, tu dévoileras
34. La paix du ménage, tu signeras
35. Le logis, tu sauvegarderas
36. L'artisan, tu seconderas
37. Au misérable, les lauriers tu rendras
38. À la vieille dame, secours tu porteras
39. Du péril, l'inconsciente tu éloigneras
40. Le bon fils, tu révéleras
41. Confiance, tu donneras
42. La gloire, tu rejetteras
43. L'innocent, tu disculperas
44. Le chérubin, tu amadoueras
45. La liberté, la jouvencelle tu apprendras
46. Le mystère, tu élucideras
47. L'espoir, jamais tu n'abandonneras
48. La promesse, tu exigeras
49. La ballade du troubadour, tu célébreras
50. Du vampire, la jouvencelle tu sauveras
51. L'épidémie, tu éradiqueras
52. Les liens de sang, tu scelleras